# (15304) Wikberg
(15304) Wikberg est un astéroïde de la ceinture principale.

## Description
(15304) Wikberg est un astéroïde de la ceinture principale. Il fut découvert le 21 octobre 1992 à l'Observatoire Palomar par Carolyn S. Shoemaker et Eugene M. Shoemaker. Il présente une orbite caractérisée par un demi-grand axe de 2,86 UA, une excentricité de 0,33 et une inclinaison de 16,2° par rapport à l'écliptique.

## Compléments